# 200 Sachen
200 Sachen war eine deutsche Pop-Band mit Punk- und NDW-Einflüssen aus Wiesbaden.

## Geschichte

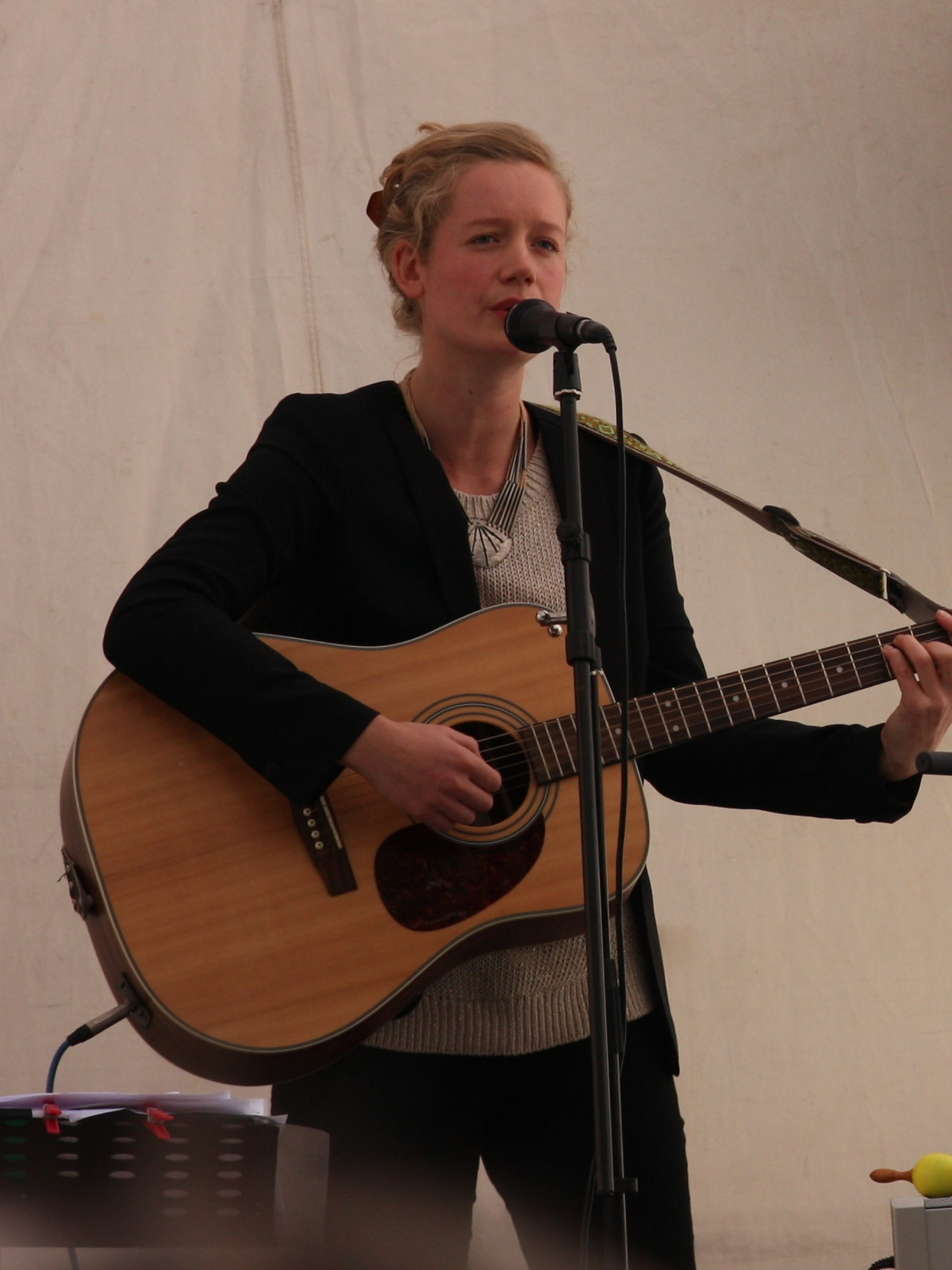
Katta Strophe (Katja Aujesky) 2013

Die Band wurde 2003 gegründet. Drei der Mitglieder, nämlich Schlagzeuger Uzi Mayer, Bassist Lefty Luv und Gitarrist Tob Le Rone hatten vorher bereits gemeinsam in der Band I Saw Elvis gespielt. Weitere Mitglieder waren Fabi Feuer (Gitarre) und Katta Strophe (Gesang), die ebenfalls schon vorher zusammen Musik gemacht hatten. Noch im selben Jahr unterschrieb die Band einen Vertrag mit der Managementfirma Oh my sweet.
Die selbstbetitelte erste EP von 200 Sachen erschien 2004. Sie wurde von der Kritik unterschiedlich aufgenommen. Während Joachim Hiller im Ox-Fanzine die Texte als unterstes Schlagerniveau und die Stimme der Sängerin als „penetrant“ und „unangenehm“ bezeichnete fand sein Kollege Kalle Stille, die Platte sei „kurzweilig“ und „viel zu schnell vorbei“. Im Film Autobahnraser wurde ein Lied der Band als Teil des Soundtracks verwendet.
2005 unterschrieb die Band einen Plattenvertrag bei Sony BMG. Noch im selben Jahr erschien dort die Single Ganz neu.
Das folgende Jahr wurde das erfolgreichste von 200 Sachen. Am 9. Februar nahm die Band mit dem Lied Sekt zum Frühstück als Vertreter von Rheinland-Pfalz am Bundesvision Song Contest teil. Dort belegte sie zwar nur den zwölften Platz, wurde aber einem größeren Publikum bekannt. Einen Tag später erschien das Album Reich und schön, das sich – wie auch die Single Sekt zum Frühstück – in den deutschen Charts platzieren konnte. In seiner Rezension der Platte im Ox-Fanzine bezeichnete Tom van Laak die Musik von 200 Sachen als den „rasantesten Pop, den Deutschland zu bieten hat“. Die Zeitschrift Intro schätzte das Album als „gefällig“, aber „außerhalb der Charts nicht konkurrenzfähig“ ein. Die Band gab 2006 Konzerte in ganz Deutschland, unter anderem bei dem Festival Rocco del Schlacko, sowie in Österreich und der Schweiz.
Im Sommer 2006 löste sich die Band auf. Die Mitglieder sind seither in unterschiedlichen Projekten aktiv. Katta Strophe hat unter ihrem bürgerlichen Namen Katja Aujesky gemeinsam mit einem Freund das Projekt Katjas Bazar gegründet. Tob Le Rone spielte nach der Auflösung von 200 Sachen Bass bei Joachim Deutschland und arbeitete an Uzi Mayers Soloprojekt mit. Fabi Feuer hat ebenfalls ein Soloprojekt gestartet und ist zusätzlich in weiteren Bands aktiv, unter anderem in der Punkband Kotzreiz. Lefty Luv wirkte an einem Album des ehemaligen I-saw-Elvis-Mitglieds Amri Pardo mit und schreibt ebenfalls eigene Songs.

## Diskografie
- 2004: 200 Sachen (EP, Oh My Sweet Records/Radio Blast)
- 2004: Una festa sui prati (Promo-Single, Oh My Sweet Records)
- 2005: Ganz neu (Single, Sony BMG)
- 2006: Sekt zum Frühstück (Single, Sony BMG)
- 2006: Reich und schön (Album, Sony BMG)